# Vincent Hugeux
Vincent Hugeux est un journaliste français.

## Biographie
Diplômé de l'École supérieure de journalisme de Lille après être passé au lycée Sainte-Marie de Beaucamps-Ligny. Il est également ancien élève de l'Institut d'études politiques de Paris.
Après des débuts au quotidien Le Monde et un passage à La Croix, il travaille jusqu'en 2020 comme grand reporter au service international de l'hebdomadaire L'Express ; il est désormais journaliste indépendant. Il est spécialiste de politique internationale, notamment de l'Afrique et du Proche-Orient.
Il a reçu le prix Bayeux-Calvados des correspondants de guerre 2005 pour son reportage sur l'Ouganda (Ouganda, l'enfance massacrée).
Vincent Hugeux enseigne à l'École supérieure de journalisme de Lille, à l'Institut d'études politiques de Lille, et à l'Institut d'études politiques de Paris.

## Publications
- Les Sorciers Blancs, Enquête sur les faux amis français de l'Afrique, Fayard, 2007.
- Iran, l'état d'alerte, Éditions l'Express, 2010
- L'Afrique en face : dix clichés à l'épreuve des faits, Armand Colin, 2010
- Afrique, le mirage démocratique, CNRS, 2012
- Reines d'Afrique - Le roman vrai des Premières dames, Perrin, 2014
- Kadhafi, Perrin, 2017
- Tyrans d'Afrique - Les mystères du despotisme postcolonial, Perrin, 2021